# La Valse de Monte-Carlo
Pour plus de détails, voir Fiche technique et Distribution.
La Valse de Monte-Carlo (titre original : Melba) est un film britannique réalisé par Lewis Milestone, sorti en 1953.
Il s'agit d'un film biographique qui retrace la vie de Nellie Melba.

## Synopsis
Basé sur la vie de soprano Nellie Melba, le film retrace sa carrière à partir du moment où elle quitte l'Australie pour se rendre à Paris en vue de recevoir une formation vocale, puis rencontre un nouveau prétendant et fait ses débuts à Bruxelles. Alors que son succès grandit, son ancien prétendant australien arrive à Monte-Carlo et la convainc de l'épouser mais se retrouve alors dans la position de Monsieur Melba. Lorsqu'il la quitte pour retourner en Australie, Melba reste en Europe pour continuer à chanter.

## Fiche technique
- Titre original : Melba
- Titre français : La Valse de Monte-Carlo
- Réalisation : Lewis Milestone
- Scénario : Harry Kurnitz
- Photographie : Arthur Ibbetson et Edward Scaife
- Pays d'origine : Royaume-Uni
- Format : Couleurs - 35 mm - 1,37:1 - Stéréo
- Genre : biographie
- Durée : 112 minutes
- Date de sortie : 1953

## Distribution
- Patrice Munsel : Nellie Melba
- Robert Morley : Oscar Hammerstein I
- John McCallum : Charles Armstrong
- John Justin : Eric Walton
- Martita Hunt : Blanche Marchesi
- Sybil Thorndike : la reine Victoria
- Theodore Bikel : Paul Brotha
- Joseph Tomelty : Thomas Mitchell
- Marcel Poncin : Roger
- Robert Rietty : Policier italien (non crédité)